# Alfredo Barbati
Alfredo Barbati (Pescina, 13 novembre 1897 – Mar Mediterraneo, 11 settembre 1941) è stato un aviatore e militare italiano.
Colonnello pilota della specialità bombardamento, partecipò  alla seconda guerra mondiale come comandante del 16°, e poi del 9º Stormo Bombardamento Terrestre. Caduto in combattimento sul cielo del Mar Mediterraneo per il suo comportamento nell'ultima missione fu decorato di Medaglia d'Oro al Valor Militare alla memoria.

## Biografia

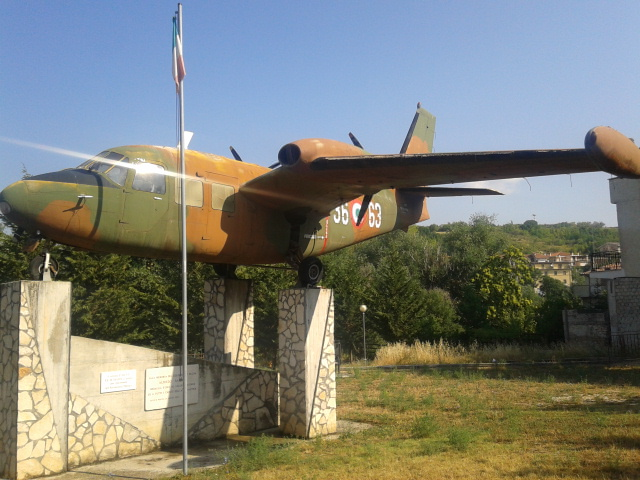
Monumento in memoria di Alfredo Barbati a Pescina

Nacque a Pescina il 13 novembre 1897. Arruolatosi nel Regio Esercito nel 1917, in pieno conflitto mondiale, fu assegnato con il grado di Sottotenente al 2º Reggimento alpini. Nel corso dello stesso anno entrò in Servizio Permanente Effettivo (S.P-E.) per meriti di guerra, terminando il conflitto con il grado di Tenente in servizio nel 6º Reggimento alpini. Ritornato dall'Albania nel 1920 fu congedato su sua domanda, per riprendere la vita civile come insegnante alle scuole elementari e segretario comunale del suo paese natale.  
Rientrò in Servizio Permanente Effettivo nel 1924, ottenendo di frequentare il Corso superiore aeronautico presso la Scuola di volo situata sull'aeroporto di Camerino. Nell'ottobre del 1925 conseguì il brevetto di pilota militare.
Tre anni dopo entrò in servizio attivo come tenente pilota nella Regia Aeronautica, e nel 1929 fu promosso al grado di Capitano. Assegnato all’Regia Accademia Aeronautica di Caserta, vi rimase come istruttore pilota fino al 1935.
Con il grado di Maggiore venne successivamente trasferito in servizio presso il 20º Stormo Ricognizione Terrestre, passando poi al 98º Gruppo Autonomo Osservazione Aerea (O.A.).
Nel febbraio del 1936 fu promosso al grado di Tenente Colonnello, e in quello stesso anno partì per l'Africa Orientale Italiana. Durante le operazioni di polizia coloniale in Etiopia si distinse particolarmente, venendo promosso al grado di Colonnello per meriti straordinari, ricevendo due encomi solenni, e fu insignito di una medaglia d'argento al valor militare. Nel corso del 1939 fu nuovamente decorato con una medaglia di bronzo al valor militare, e rientrò in Patria nel gennaio del 1940, in previsione dell'entrata in guerra dell'Italia. Preso servizio presso la 2ª Squadra aerea, con lo scoppio delle ostilità assunse il comando del 16º Stormo Bombardamento Terrestre, equipaggiato con velivoli da bombardamento CANT Z.1007 Alcione.  Prese parte alle operazioni belliche alla testa del suo reparto fino al 23 maggio 1941 quando fu nominato comandante del 9º Stormo Bombardamento Terrestre. Nel corso di un'azione avvenuta l'11 settembre 1941, il suo aereo venne colpito dalla contraerea nemica e abbattuto, causando la morte di tutto l'equipaggio. Per il coraggio dimostrato gli fu assegnata dapprima una seconda medaglia d'argento al valor militare, poi convertita in medaglia d'oro al valor militare alla memoria. Per ricordarlo il suo comune natale gli ha intitolato una via, il campo sportivo comunale, e gli ha eretto un monumento alla memoria.